# Сабанин, Михаил Григорьевич
Михаи́л Григо́рьевич Саба́нин (23 апреля 1923 — 31 мая 1952) — советский военнослужащий, участник Великой Отечественной войны, полный кавалер ордена Славы.
Старший разведчик миномётного батальона 1-й отдельной гвардейской мотострелковой бригады 1-го гвардейского танкового корпуса, гвардии старшина.

## Биография
Родился 23 апреля 1923 года в деревне Урванка Епифанского уезда Тульской губернии в семье крестьянина. Русский. Окончил 7 классов. Работал токарем в Сталиногорском депо Тульской области.

### В годы Великой Отечественной войны
С началом Великой Отечественной войны был эвакуирован на короткое время с оборудованием в восточные регионы СССР, затем  вернулся в родные места. Участвовал в восстановлении депо и станочного парка.
В мае 1942 года комсомолец М. Г. Сабанин призван в РККА. После несколько месяцев в учебном подразделении, направлен на фронт.
5 сентября 1944 года старший разведчик миномётного батальона 1-й отдельной гвардейской мотострелковой бригады 1-го гвардейского танкового корпуса 65-й армии 1-го Белорусского фронта гвардии старшина М. Г. Сабанин под населённым пунктом Карневск (12 км севернее города Сероцк, Польша) обнаружил две артиллерийские батареи противника и с наблюдательного пункта корректировал огонь миномётов, которым эти батареи были накрыты.
6 сентября 1944 года при отражении контратак противника умело выбрал место для наблюдательного пункта. По его целеуказаниям огнём миномётной батареи было уничтожено до 20 солдат и офицеров противника, а также подавлено 2 пулемётные точки. 14 сентября 1944 года награждён орденом Славы III степени.
С 4 по 7 октября 1944 года, отражая контратаки противника на плацдарме в районе населённого пункта Погожелец (14 км южнее г. Пултуск, Польша), М. Г. Сабанин корректировал огонь миномётной батареи. В результате было уничтожено много живой силы противника, подбиты танк и 2 бронетранспортёра. М. Г Сабанин был дважды ранен, но не покинул поля боя. За этот эпизод 23 октября 1944 года награждён орденом Славы II степени.
В боях с 14 января по 1 марта 1945 года за города Плоньск, Рыпин, Тузель (Польша) старший разведчик М. Г. Сабанин в составе 1-й отдельной гвардейской мотострелковой бригады 1-го гвардейского танкового корпуса 65-й армии 3-го Белорусского фронта находился в боевых порядках пехоты, корректировал огонь миномётных батарей, обеспечивая продвижение стрелковых подразделений. 7 марта 1945 года в боях под населённым пунктом Штонгенвальде (13 км западнее г.Кёнигсберг, ныне г.Калининград) Сабанин, следуя в штурмовой группе, захватил в плен 2 офицеров противника, а также вынес с поля боя раненого командиpa батареи.
11 марта 1945 года на подступах к г. Данциг (ныне Гданьск, Польша) М. Г. Сабанин вместе с разведчиками в уличных боях в населённом пункте Квашино уничтожил до 10 и взял в плен троих солдат противник. В боях за населённый пункт Легитриес (18 км западнее г. Кёнигсберг) М. Г. Сабанин с наблюдательного пункта корректировал огонь миномётных батарей, в результате чего была подавлена зенитное орудие противника. В этом бою был ранен, но поля боя не покинул.
27-28 марта 1945 года в уличных боях в Данциге взял в плен несколько солдат и двоих унтер-офицеров. 29 июня 1945 года награждён орденом Славы I степени.
Член КПСС с 1945 года.

### В послевоенные годы
В 1946 году демобилизован из армии. Жил в городе Сталиногорске, где работал слесарем, десятником, помощником начальника участка на шахте № 26.
31 мая 1952 года погиб при взрыве на шахте № 26.

## Память
Имя М. Г. Сабанина увековечено на аллее Героев (ул. Московская) города Новомосковска.

## Награды
- орден Красной Звезды (4 марта 1944)
- орден Славы I степени (29 июня 1945)
- орден Славы II степени (23 октября 1944)
- орден Славы III степени (14 сентября 1944)
- медали, в том числе:
  - две медали «За отвагу» (24 июля 1943; 20 ноября 1943)
  - медаль «За оборону Сталинграда»
  - медаль «За победу над Германией в Великой Отечественной войне 1941—1945 гг.»